# Amuse-gueule

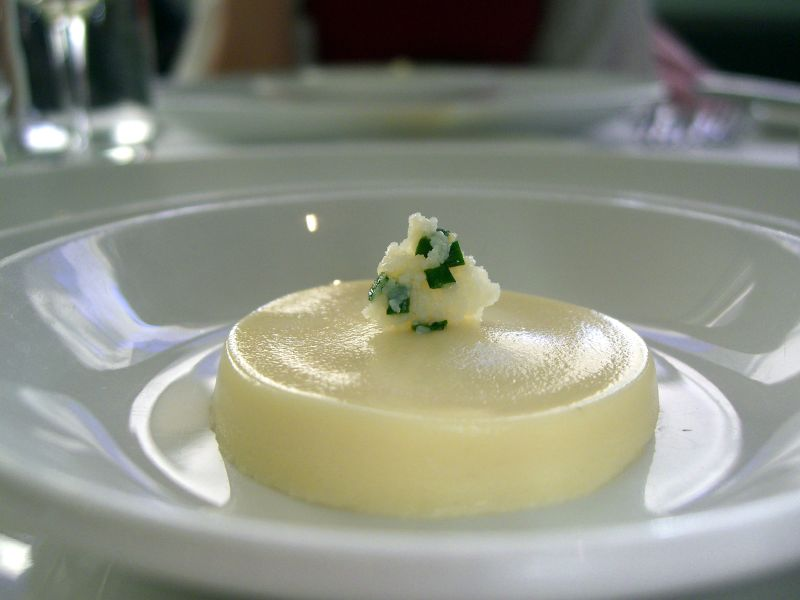
Une panna cotta au parmesan, servie en amuse-gueule.

Un amuse-gueule [amyzɡœl]  ou amuse-bouche  est un mets préparé en éléments de la taille d'une bouchée, pour être consommé froid en dehors des repas comme aliment de grignotage, ou en accompagnement d'un apéritif ou lors d'un cocktail.

## Étymologie
Dans les restaurants, on parle d'« amuse-bouche », malgré le fait qu'il s'agit d'une hypercorrection qui est apparue depuis les années 1980 (d'abord dans des restaurants touristiques). L'expression « amuse-bouche »  n'est pas dans le dictionnaire TLFI et « amuse-gueule » n'est pas marqué comme familier. Le mot « gueule » est marqué comme expression populaire et familière dans le dictionnaire et n'a pas de connotation vulgaire comme c'est aussi le cas dans plusieurs autres expressions, par exemple  « fine gueule » (remplacé par « gourmet » en restaurant).
Au pluriel, on écrit des « amuse-gueule » ou « amuse-gueules » et des « amuse-bouche » ou « amuse-bouches ».

## Usage
Ordinairement, le consommateur ne saisit qu'un ou deux amuse-gueules qu'il déguste avant de se servir à nouveau. Généralement cuisinés par composition d'ingrédients de toutes sortes, mêlant texture, saveurs, couleurs, les amuse-gueules sont souvent présentés sur des plateaux, chaque plateau étant rempli d'un « modèle » en de nombreux exemplaires ou, au contraire, réunissant un assortiment parmi lequel le mangeur fait son choix.

## Dans la restauration

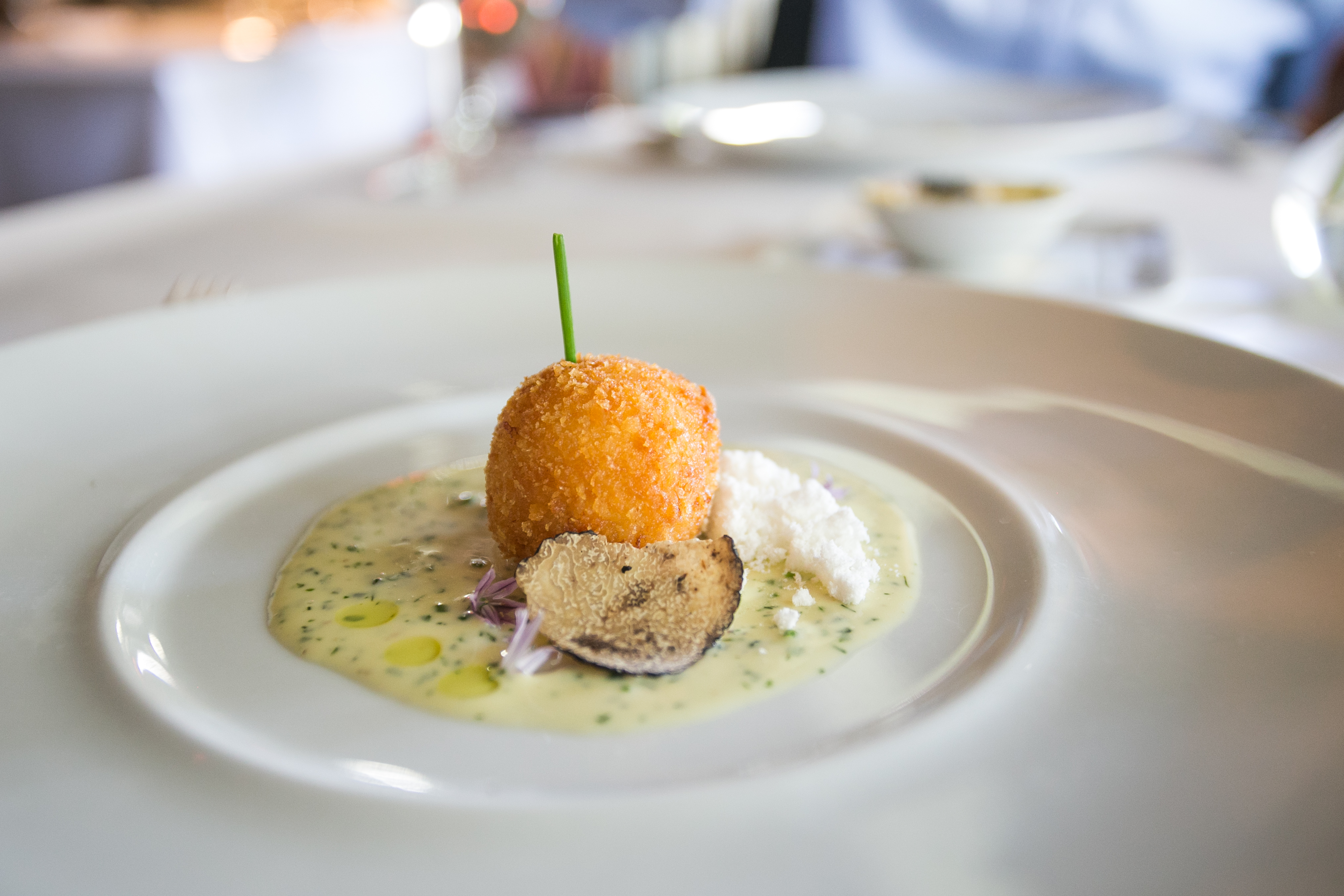
Amuse-gueule servi dans un restaurant français.

L'amuse-gueule est apparu au cours du mouvement culinaire de la nouvelle cuisine, qui mettait l'accent sur des plats plus petits et plus intensément parfumés. Il diffère des autres hors-d'œuvre en ce qu'il est plus petit, généralement constitué d'une seule (ou deux) bouchée(s), et présélectionné par le chef et offert gratuitement à toutes les personnes présentes à la table.
Le rôle de l'amuse-gueule pouvait être joué par des offrandes assez simples, comme une assiette d'olives ou de tapenade. Cependant, elle devient souvent une manifestation de l'art culinaire du chef, intensifiée par la concurrence entre les restaurants. Selon Jean-Georges Vongerichten, célèbre chef new-yorkais possédant plusieurs restaurants dans le monde, « l'amuse-bouche est le meilleur moyen pour un grand chef d'exprimer ses grandes idées en petites bouchées ».
À un moment donné, l'amuse-gueule est passé du statut de friandise inattendue à celui de catégorie de rigueur pour les restaurants étoilés au Guide Michelin et ceux qui aspirent à ce statut (en 1999, le New York Times a fourni une explication entre parenthèses de ce plat). Cela a ensuite créé une série de défis logistiques pour les restaurants : l'amuse-gueule devait être préparé en quantité suffisante pour servir tous les invités, généralement juste après la prise de commande ou entre l'entrée et le plat principal. Cela nécessitait souvent un poste de cuisson séparé, exclusivement destiné à la production rapide d'amuse-gueules, ainsi qu'une collection importante et variée de vaisselle spécialisée pour servir ce plat (les petites porcelaines, comme les tasses à demi-tasse ou les cuillères chinoises tiáogēng sont des choix populaires).